# جون بليك (كاتب)
جون بليك (بالإنجليزية: Jon Blake)‏ هو كاتب بريطاني، ولد في 20 نوفمبر 1954 في مورتيمر كامن في المملكة المتحدة.